# 帕克蒂亚省
帕克蒂亚省（波斯語：د پکتيکا ولايت）位於阿富汗東南方，與洛加爾省、霍斯特省、加茲尼省、帕克蒂卡省等省份及巴基斯坦相鄰。该省人口中91%为普什图族。地形以山地为主。帕克蒂亚省辖有12个县，省会为加德茲市。